# Dalbergia dyeriana
Dalbergia dyeriana är en ärtväxtart som beskrevs av Hermann August Theodor Harms. Dalbergia dyeriana ingår i släktet Dalbergia, och familjen ärtväxter. Inga underarter finns listade i Catalogue of Life.